# 黃永厚
黄永厚（1928年—2018年8月7日），出生于湖南省凤凰县，中国画家，中国美术家协会会员。他是画家黄永玉的二弟。

## 特点
黄永厚擅长作中国画，比较著名的作品有《九方皋》、《渐江》、《桃源》、《聊斋人物》、《阮籍》等。
黄经常鼓励画家应该多读书，多关心社会问题。视金钱如粪土，曾有不少人愿意出重金向他求画，他不为所动，拒之门外。
2018年8月7日在安徽合肥逝世，享年91岁。

## 评价
- 哥哥黄永玉评价：“除却借书沽酒外，更无一事扰公卿，我家老二有此风骨。”
- 知名画家刘海粟评价：“大丈夫不从流俗”、“文真、字古、画奇。”[5]
- 知名画家朱屺瞻则感叹：“画这种画要读好多书。”[6]
- 曾有中国作家书画院领导评价黄永厚：“作为画家、作家，黄永厚从来不愿意当一件工具，哪怕是一件金光闪闪的工具。这是黄永厚在画上喜欢题写长跋的一个理由。长跋，是黄永厚观察现实，反思自己的过程，是黄永厚不甘沉沦，拒绝媚俗的表现。”[7]